# Inconscientes (groupe)
Pour les articles homonymes, voir Inconscientes.
Inconscientes est un groupe espagnol de rock, originaire de Bilbao, actif entre 2006 et 2019.

## Histoire
Fin 2006, Robe, leader, guitariste et chanteur d'Extremoduro, annonce dans une déclaration sur son site web que le groupe ferait une pause d'au moins un an pendant laquelle il ne ferait pas de tournée et ne sortirait pas de nouvelles chansons. Au même moment, la création du nouveau groupe est annoncée par Uoho, l'autre guitariste du groupe (et ancien membre de Platero y Tú) avec Miguel et Cantera, la basse et la batterie d'Extremoduro. Pour assurer le chant et créer le tandem de guitares, Jon Calvo, chanteur et guitariste du groupe Memoria de Pez (anciennement connu sous le nom de Bir Litter) est sollicité. Le nom original du groupe était La Inconsciencia de Uoho, en référence au promoteur du projet.
Le 27 février 2007, leur premier album, La Inconsciencia de Uoho, est publié par la société Muxik (créée par Robe et Uoho lui-même) et comprend 11 titres. Plus tard, les membres du groupe décident d'adopter le nom de l'album comme nom du groupe lui-même, et ils ont changé leur nom en Inconscientes.
La tournée du groupe a débuté le 16 mars au festival Sagarrondotik de Hernani, et le lendemain a eu lieu le concert au Kafe Antzokia (Bilbao), le premier grand concert du groupe, avec la collaboration de Manolo Chinato, Juantxu Olano (bassiste de La Gripe et ancien membre de Platero y Tú) et José Alberto Bátiz (ancien guitariste de Fito y Fitipaldis et collaborateur habituel). Lors de ce concert, ils reprennent des chansons des groupes auxquels Uoho a participé (El roce de tu cuerpo, Hay poco rock 'n' roll et No hierve tu sangre, de Platero y Tú ; A fuego, d'Extremoduro ; et Viento et Eterno viajero, d'Extrechinato y Tú) ; ainsi que des chansons d'autres groupes (Lola de Cicatriz, et Cuatro acordes de The Flying Rebollos). Tout au long de la tournée, ils reprennent d'autres chansons de ces groupes, comme Voy a acabar borracho, Desertor (Platero y Tú), Ama, ama, ama, ama y ensancha el alma (Extremoduro). Manolo Chinato et Juantxu accompagnent le groupe tout au long de la tournée, et comme curiosité, Uoho poursuit la tradition de terminer les concerts avec les accords de la chanson Platero y Tú Si tú te vas (reprise de Rockin' All over the World, de Status Quo), comme il l'avait déjà fait avec Platero et Extremoduro.
En 2016, lors d'une nouvelle pause d'Extremoduro et alors que Robe est occupé par son projet personnel, ils annoncent qu'ils préparent leur nouvel album, intitulé Quimeras y otras realidades, pour décembre de la même année, avec lequel ils partiront à nouveau en tournée.
Le 18 mai 2018, ils sortent leur troisième album studio, intitulé No somos viento.

## Membres
- Iñaki « Uoho » Antón – guitare) (2006–2018)
- Jon Calvo – guitare, voix (2006–2018)
- Miguel Colino – basse (2006–2018)
- José Ignacio Cantera – batterie (2006–2018)
- Aiert Erkoreka – claviers (2016–2018)

## Discographie

### Albums studio
- 2007 : La Inconsciencia de Uoho (Muxik)
- 2016 : Quimeras y otras realidades (El Dromedario Records)
- 2018 : No somos viento (El Dromedario Records)

### Album live
- 2017 : Directo en la Penélope (El Dromedario Records)

### Singles
- 2016 : Otra realidad (El Dromedario Records)
- 2017 : Arden las sábanas (El Dromedario Records)
- 2017 : No somos viento (El Dromedario Records)
- 2018 : Todas las calles tienen tu nombre (El Dromedario Records)